# سالينا كروز
سالينا كروز (بالإسبانية: Salina Cruz)‏ هي مستوطنة، في المكسيك، تقع في ولاية واهاكا، بلغ عدد سكانها 89,211  نسمة وذلك حسب إحصائيات سنة 2015، تبلغ مساحتها 113.55 كيلومتر مربع.

## المناخ
يظهر الجدول التالي التغييرات المناخية على مدار السنة لسالينا كروز:
| البيانات المناخية لـسالينا كروز                      | البيانات المناخية لـسالينا كروز | البيانات المناخية لـسالينا كروز | البيانات المناخية لـسالينا كروز | البيانات المناخية لـسالينا كروز | البيانات المناخية لـسالينا كروز | البيانات المناخية لـسالينا كروز | البيانات المناخية لـسالينا كروز | البيانات المناخية لـسالينا كروز | البيانات المناخية لـسالينا كروز | البيانات المناخية لـسالينا كروز | البيانات المناخية لـسالينا كروز | البيانات المناخية لـسالينا كروز | البيانات المناخية لـسالينا كروز |
| الشهر                                                | يناير                           | فبراير                          | مارس                            | أبريل                           | مايو                            | يونيو                           | يوليو                           | أغسطس                           | سبتمبر                          | أكتوبر                          | نوفمبر                          | ديسمبر                          | المعدل السنوي                   |
| ---------------------------------------------------- | ------------------------------- | ------------------------------- | ------------------------------- | ------------------------------- | ------------------------------- | ------------------------------- | ------------------------------- | ------------------------------- | ------------------------------- | ------------------------------- | ------------------------------- | ------------------------------- | ------------------------------- |
| الدرجة القصوى °م (°ف)                                | 38.8 (101.8)                    | 38.8 (101.8)                    | 39.4 (102.9)                    | 40.3 (104.5)                    | 41.3 (106.3)                    | 40.0 (104.0)                    | 38.1 (100.6)                    | 38.0 (100.4)                    | 37.9 (100.2)                    | 37.0 (98.6)                     | 36.2 (97.2)                     | 36.2 (97.2)                     | 41.3 (106.3)                    |
| متوسط درجة الحرارة الكبرى °م (°ف)                    | 31.1 (88.0)                     | 31.8 (89.2)                     | 32.6 (90.7)                     | 34.1 (93.4)                     | 35.2 (95.4)                     | 34.0 (93.2)                     | 34.5 (94.1)                     | 34.2 (93.6)                     | 33.6 (92.5)                     | 33.1 (91.6)                     | 32.5 (90.5)                     | 31.5 (88.7)                     | 33.2 (91.8)                     |
| المتوسط اليومي °م (°ف)                               | 26.3 (79.3)                     | 26.8 (80.2)                     | 27.5 (81.5)                     | 28.9 (84.0)                     | 29.9 (85.8)                     | 29.0 (84.2)                     | 29.6 (85.3)                     | 29.6 (85.3)                     | 29.0 (84.2)                     | 28.5 (83.3)                     | 28.0 (82.4)                     | 27.0 (80.6)                     | 28.3 (82.9)                     |
| متوسط درجة الحرارة الصغرى °م (°ف)                    | 21.5 (70.7)                     | 21.7 (71.1)                     | 22.4 (72.3)                     | 23.7 (74.7)                     | 24.6 (76.3)                     | 23.9 (75.0)                     | 24.6 (76.3)                     | 25.0 (77.0)                     | 24.4 (75.9)                     | 24.0 (75.2)                     | 23.6 (74.5)                     | 22.4 (72.3)                     | 23.5 (74.3)                     |
| أدنى درجة حرارة °م (°ف)                              | 15.6 (60.1)                     | 16.2 (61.2)                     | 16.0 (60.8)                     | 12.6 (54.7)                     | 18.4 (65.1)                     | 17.8 (64.0)                     | 19.6 (67.3)                     | 19.8 (67.6)                     | 19.2 (66.6)                     | 17.9 (64.2)                     | 17.0 (62.6)                     | 16.6 (61.9)                     | 12.6 (54.7)                     |
| الهطول مم (إنش)                                      | 4.1 (0.16)                      | 1.6 (0.06)                      | 6.6 (0.26)                      | 3.4 (0.13)                      | 62.0 (2.44)                     | 286.0 (11.26)                   | 147.1 (5.79)                    | 330.7 (13.02)                   | 193.8 (7.63)                    | 71.6 (2.82)                     | 10.7 (0.42)                     | 4.8 (0.19)                      | 1٬122٫3 (44.19)                 |
| متوسط أيام هطول الأمطار (≥ 0.1 mm)                   | 0.4                             | 0.4                             | 0.7                             | 0.4                             | 2.9                             | 9.7                             | 7.9                             | 8.6                             | 9.3                             | 3.9                             | 0.9                             | 0.5                             | 45.6                            |
| متوسط الرطوبة النسبية (%)                            | 57                              | 59                              | 61                              | 61                              | 64                              | 67                              | 65                              | 66                              | 66                              | 63                              | 59                              | 58                              | 62                              |
| ساعات سطوع الشمس الشهرية                             | 248.0                           | 254.3                           | 282.1                           | 228.0                           | 217.0                           | 162.0                           | 195.3                           | 213.9                           | 156.0                           | 226.3                           | 249.0                           | 238.7                           | 2٬670٫6                         |
| ساعات سطوع الشمس اليومية                             | 8.0                             | 9.0                             | 9.1                             | 7.6                             | 7.0                             | 5.4                             | 6.3                             | 6.9                             | 5.2                             | 7.3                             | 8.3                             | 7.7                             | 7.3                             |
| المصدر #1: Servicio Meteorológico Nacional           |                                 |                                 |                                 |                                 |                                 |                                 |                                 |                                 |                                 |                                 |                                 |                                 |                                 |
| المصدر #2: الأرصاد الجوية الألمانية (sun, 1941–1970) |                                 |                                 |                                 |                                 |                                 |                                 |                                 |                                 |                                 |                                 |                                 |                                 |                                 |